# Oldsmobile Intrigue
L'Oldsmobile Intrigue a été l'une des derniers  modèles du constructeur américain de voitures Oldsmobile.

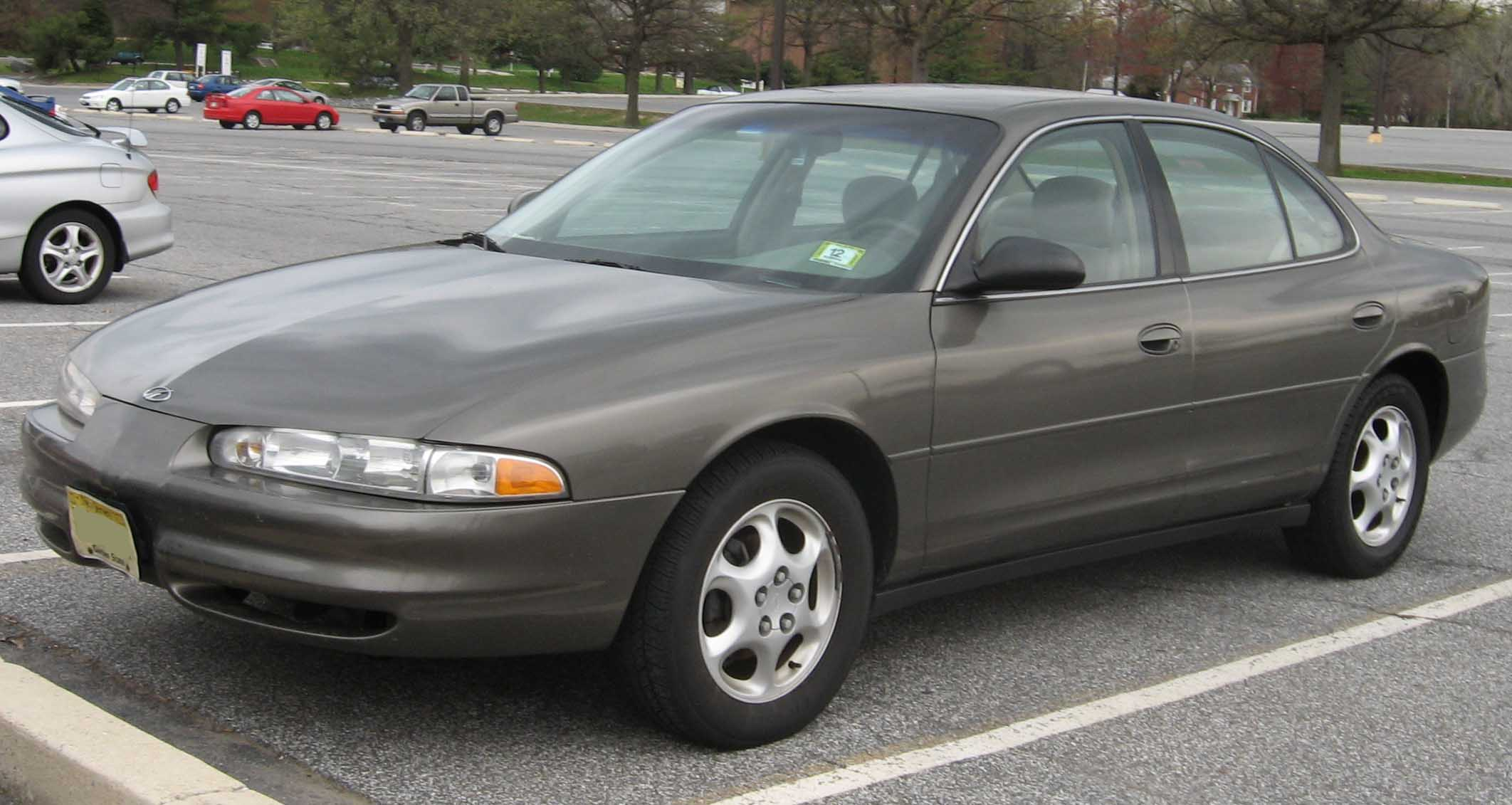
Oldsmobile Intrigue

C'est une berline de taille moyenne fabriquée de 1998 à 2002 (2 ans avant la fermeture définitive de Oldsmobile).
Elle a été conçue pour concurrencer les voitures japonaises, et a remplacé la Cutlass, mais contrairement à la Cutlass qui était disponible en berline à 5 ou 6 places coupé ou cabriolet, l'Intrigue était strictement une berline à 5 places.  
Bien que semblable à une gamme de berlines de taille moyenne des autres divisions de GM, comme les Buick Century, Buick Regal, Chevrolet Impala, Chevrolet Monte Carlo et Pontiac Grand Prix, l'Intrigue arborait un look résolument plus « Euro ».
L'Intrigue était disponible en trois niveaux de finition : basse GX, moyenne GL, et haut de gamme GLS. Tous les modèles étaient équipés de fonctions standards telles que la puissance V6, les freins antiblocage, quatre roues indépendantes, deux airbags avant et d'autres accessoires.